# Београдски синдикат
Београ́дски синдика́т — це сербський реп-гурт, з Белграду. «БС» є найвідомішим хіп-хоп колективом Сербії. Їхні треки присвячені багатьом проблемам сучасного сербського суспіства.
За роки свого існування, «Синдикат» перетворився на майданчик з об'єднання не тільки реп-музикантів, але і громадських активістів. Наразі склад формації налічує 11 осіб.

## Історія
«Београдски синдикат» утворився у результаті злиття двох андерграудних белградських реп-гуртів — «Ред Змаја» та «ТУМЗ». Перший виступ відбувся 21 березня 1999 року у клубі «КСТ».
Рані концерти щойно створеного колективу проходили у невеликих клубах, але поступово — разом зі зростанням популярності «БС» перебралися і на великі майданчики. Зростанню популярності сприяла млява конкуренція на місцевій хіп-хоп сцені, а також наявність у складі гурту теле- радіоведучих (наприклад один з MC, Шкабо — вів на популярному молодіжному радіо програму про хіп-хоп культуру), найкращих ді-джеїв та продюсерів у тодішній Югославії. Надалі ситуація складалася так, що багато хто з молодих, починающих реперів або Dj'їв намагалися записати спільний трек разом з Синдикатом. Таким чином, поступово, «Београдски синдикат» перетворилися на найвпливовіший реп-проєкт на югославській музичній сцені.
На початку 2002-го виходить дебютний альбом: «BSSST… Tišinčina» (серб. "Тсс ... Тиша") року. У вересні того ж року виданий сингл «Govedina» (серб. "Яловичина"), який викликав суперечки — у ньому висміювалася політична верхівка Сербії, і про кожного політика було згадано хоча б в одній строфі. Через рік один з штатних MC, Шкабо, випускає сольну платівку «Сам». У 2005-му у гурту виходить наступний альбом «Svi Zajedno» (серб. "Разом"). Ще один сингл, «Oni su» (серб. "Вони") вийшов в грудні 2006 року, в зв'язку з сербською парламентських виборів січня 2007 року. У тому ж році, Шкабо видає свій другий сольний альбом «Први удар» (серб. Перший удар).
У липні 2010-го виходить вже третій альбом проєкту «Дискретни хероји» (серб. Невідомі герої), який можна було вільно завантажити з офіційного сайту «БС». Він майже цілком присвячений сучасному стану суспільства Сербії. Пісні групи все рідше транслюються по телебаченню і радіо через неприйняття телебаченням і радіо текстів пісень, що викривають політику держави. Попри мляву медійну розкрутку, багато треків з нового альбому стали популярними — «Welcome to Србија», «Зајеби» та «Балада десидента».
У суботу, 28 квітня 2012 відбувся аншлаговий концерт в залі Белградської Арени, який став найбільшим концертом, який коли-небудь влаштовував гурт.

## Громадська активність
- Учасники гурту (наприклад Шкабо), час от часу беруть участь у дискусійних майданчиках присвячених сьогоденню та майбутньому Сербії.
- Кошти з одного із них пішли на реконструкцію дитячого садка, який хотіла зруйнувати влада одного з сербських міст.
- Також через свій сайт був ініційований збір коштів на інвалідний візок для дівчини з Белграду.

## Дискографія
Альбоми
- 2002 : БСССТ… Тишинчина!
- 2005 : Сви заједно
- 2010 : Дискретни хероји

Сингли
- 2002 : Говедина
- 2006 : Они су

## Виноски
1. ↑  Архівована копія. Архів оригіналу за 4 вересня 2017. Процитовано 9 серпня 2012.{{cite web}}:  Обслуговування CS1: Сторінки з текстом «archived copy» як значення параметру title (посилання)
2. ↑  Архівована копія. Архів оригіналу за 2 лютого 2011. Процитовано 9 серпня 2012.{{cite web}}:  Обслуговування CS1: Сторінки з текстом «archived copy» як значення параметру title (посилання) [Архівовано 2011-02-02 у Wayback Machine.]
3. ↑  Архівована копія. Архів оригіналу за 9 липня 2015. Процитовано 9 серпня 2012.{{cite web}}:  Обслуговування CS1: Сторінки з текстом «archived copy» як значення параметру title (посилання)
4. ↑  Архівована копія. Архів оригіналу за 8 квітня 2022. Процитовано 29 травня 2022.{{cite web}}:  Обслуговування CS1: Сторінки з текстом «archived copy» як значення параметру title (посилання)
5. ↑  Архівована копія. Архів оригіналу за 4 вересня 2017. Процитовано 9 серпня 2012.{{cite web}}:  Обслуговування CS1: Сторінки з текстом «archived copy» як значення параметру title (посилання)